# Slow Down (canción de Douwe Bob)
«Slow Down» —en español: «Frena»— es una canción compuesta por Douwe Bob, Jan Peter Hoekstra, Jeroen Overman y Matthijs van Duijvenbodei, e interpretada en inglés por Douwe Bob. Se lanzó como descarga digital el 5 de marzo de 2016 mediante Universal Music Netherlands como el primer sencillo de su álbum Foor Bar. Fue elegida para representar a los Países Bajos en el Festival de la Canción de Eurovisión de 2016 mediante una elección interna.
El videoclip oficial, dirigido por Hans Panencouke, se estrenó el 4 de marzo.

## Festival de Eurovisión

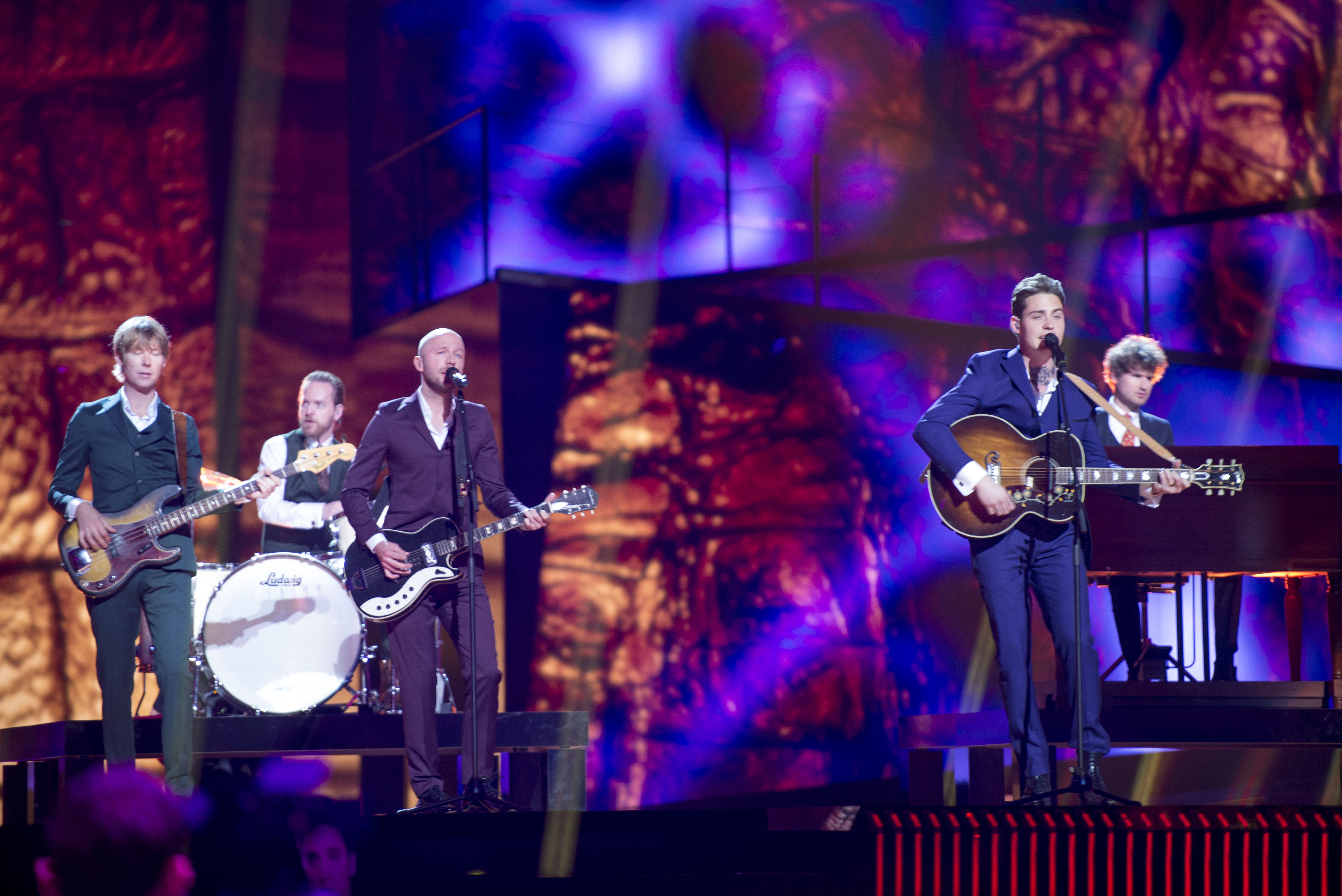
Bob interpretando la canción durante el Festival de la Canción de Eurovisión 2016.

### Elección interna
Tras el fracaso de Trijntje Oosterhuis al no cualificar a la final del Festival de la Canción de Eurovisión 2015, la emisora holandesa AVROTROS anunció que elegirían al artista y a la canción para el Festival de la Canción de Eurovisión de 2016 internamente de nuevo y que varios artistas ya habían contactado a la emisora para participar.
El 20 de septiembre de 2015, medios de comunicación holandeses informaron que AVROTROS había seleccionado al cantante Douwe Bob para representar a los Países Bajos en el festival. Esto fue confirmado dos días más tarde, durante el show De Wereld Draait Door. La selección de Douwe Bob como el representante holandés ocurrió durante una decisión unánime de una comisión de selección formada por Jan Smit (cantante y presentador de televisión), Cornald Maas (presentador de televisión y autor), Daniël Dekker (DJ de radio) y Remco Van Leen (director de medios de comunicación de AVROTOS). Durante su entrevista en De Wereld Draait Door, Douwe Bob reveló que la canción era de ritmo rápido, y que la grabó en Andalucía mientras trabajaba en materiales para un próximo álbum.
El 4 de marzo de 2016, la canción «Slow down» fue presentada al público durante una rueda de prensa que tuvo lugar en Ámsterdam. La presentación se emitió en línea por AVROTROS mediante la aplicación Periscope, mientras que la canción se estrenó al mismo tiempo durante el programa de NPO Radio 2 Aan De Slag!, presentado por Bart Arens. El videoclip oficial de la canción dirigido por Hans Pannecouke también se estrenó el 4 de marzo.

### Festival de la Canción de Eurovisión 2016
Esta canción fue la representación neerlandesa en el Festival de la Canción de Eurovisión 2016.
El 25 de diciembre de 2016, se organizó un sorteo de asignación en el que se colocaba a cada país en una de las dos semifinales, además de decidir en qué mitad del certamen actuarían.
Así, la canción fue interpretada en sexto lugar durante la primera semifinal, celebrada el 10 de mayo de ese año, precedida por Croacia con Nina Kraljić interpretando «Lighthouse» y seguida por Armenia con Iveta Mukuchyan interpretando «LoveWave». Durante la emisión del certamen, la canción fue anunciada entre los diez temas elegidos para pasar a la final, y por lo tanto cualificó para competir en esta. La canción había quedado en quinto puesto de 18 con 197 puntos.
Días más tarde, durante la final celebrada el 19 de mayo de 2016, la canción fue interpretada en tercer lugar, precedida por la República Checa con Gabriela Gunčíková interpretando «I stand» y seguida por Azerbaiyán con Samra Rahimli interpretando «Miracle». Finalmente, la canción quedó en 11º puesto con 153 puntos.